# RBC Roosendaal
Maillots
Dernière mise à jour : 17 août 2011.
Le Roosendaal Boys Combinatie Roosendaal est un club néerlandais de football, fondé le 31 juillet 1912, et situé à Rosendaël. Le club évolue pour la saison 2012-2013, en Vijfde Klasse (en) (D9).

## Historique
- 1912 : Fondation du club
- 2011 : Faillite, et dépôt de bilan. Le club redémarre en Division 9 néerlandaise (Vijfde Klasse (en))

## Palmarès
- Coupe des Pays-Bas
  - Finaliste : 1986

## Joueurs emblématiques
- Maikel Aerts
- Regi Blinker
- Édouard Duplan
- Ali El Khattabi
- Akram Roumani
- Edwin de Graaf
- Jesper Håkansson
- Danny Hesp
- Pierre van Hooijdonk
- Pius Ikedia
- Peter Jungschläger
- Sander Keller
- Gerry Koning
- Kees Kwakman
- Tim Smolders